# Leverpastej

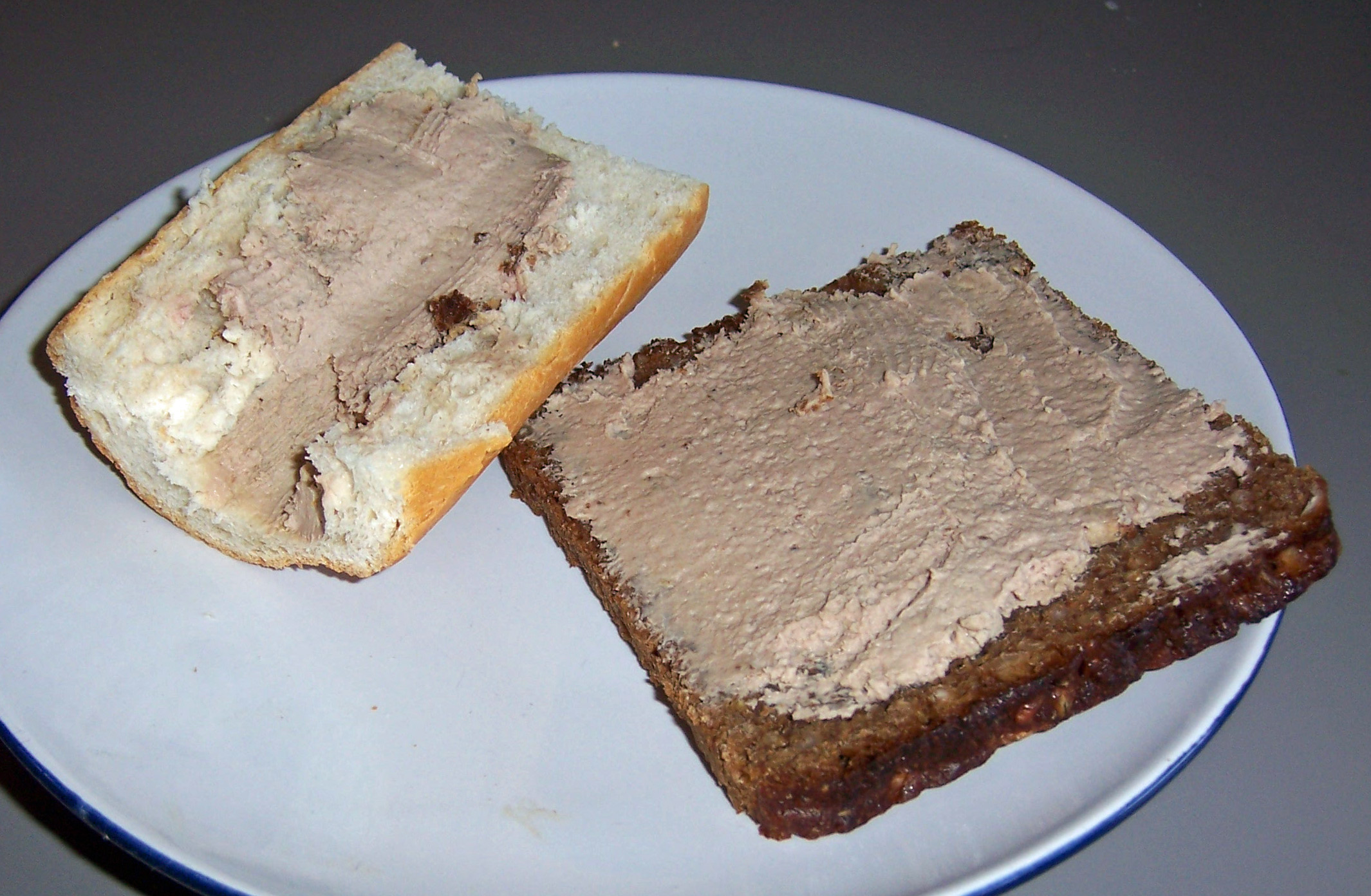
Bröd med leverpastej.

Leverpastej är en pastej som innehåller lever. Den leverpastej som produceras för försäljning är normalt gjord på grislever och fett fläsk. Leverpastej kan också göras på nötlever. Den kan vara tryfferad, kokt eller ugnsbakad. Det finns skivbar och bredbar med olika fetthalt, kryddning och smaksättning. Leverpastej används främst som smörgåspålägg, men kan även användas som exempelvis fyllning mellan köttskivor. En leverpastejsmörgås toppas ofta med skivad färsk eller inlagd gurka, alternativt skivade inlagda rödbetor. Leverpastej är främst vanlig i norra och östra Europa.
Leverpastej utvecklades i Frankrike och nådde Skandinavien under 1800-talet.